# Concepció Supervia i Pascual
Concepció Supervia i Pascual, també coneguda com a Conxita Supervia (Barcelona, 9 de desembre de 1895 - Londres, 30 de març de 1936), fou una mezzosoprano lírica catalana.

## Biografia
Concepció Supervia fou filla d'Antonio Supervia Rivera, de Calataiud, i de Carme Pascual i Canti, de Barcelona. Era cosina del dibuixant Joan Junceda. Estudià al Conservatori Superior de Música del Liceu de Barcelona amb el mestre Goula i debutà al Teatro Colón el 1910 amb Los amantes de Teruel, de Tomás Bretón, dirigida pel mateix Joan Goula i amb el tenor Francisco Viñas. El 1912 es presentà al Liceu amb Carmen i amb Samson et Dalila. Ja des dels primers anys va ser molt aplaudida pel públic. Col·laborà amb Maria Barrientos, amb qui formà una companyia per actuar a les Antilles el 1914 i, igual que aquesta, sovint oferí recitals al Palau de la Música Catalana de Barcelona.
A la temporada 1915-16 va cantar al Liceu El barber de Sevilla, de Gioacchino Rossini. El paper de Rosina l'interpretaven normalment sopranos lleugeres, que en general el recarregaven massa de floritures i el transportaven cap als aguts a fi de sonar encara més brillants. Supervia va començar una revolució per tornar els papers rossinians a la seva tessitura original per a mezzosoprano i deslliurar-los de virtuosismes artificials. Amb aquest rigor musical es va guanyar el respecte del públic, que la requeria arreu per sentir la seva pròpia interpretació de Rossini. Per aquesta raó, el nom de Conxita Supervia es relaciona indiscutiblement amb Rossini. El 1917 es va casar amb Francesco Santamaria, alcalde de Nàpols, amb qui tingué un fill, Giorgio. La parella es va separar.
El 1926 la Supervia va cantar la première italiana d'El amor brujo de Falla a la Scala de Milà. Un any més tard, hi cantà El cavaller de la rosa dirigida pel compositor mateix, Richard Strauss, el qual tornà a dirigir-la en altres ocasions. El 1929, també a Milà, estrenà L'Heure espagnole de Maurice Ravel.
Conxita Supervia va cantar en escenaris de tot el món, però la seva segona pàtria va ser Londres, on es va instal·lar als anys trenta arran del seu matrimoni amb Sir Benjamin Rubinstein, un home de negocis. En aquella època el seu repertori va anar inclinant-se cap al lied i la cançó espanyola. El 1936 morí en una clínica de Londres a causa de les complicacions que es van presentar durant el part.
Entre 1927 i 1933 enregistrà 204 discos amb la discogràfica La Voz de su Amo. Les gravacions ens permeten d'entendre per què la Supervia va ser una de les millors sopranos del primer terç del segle xx, d'alguna manera precursora de figures com Teresa Berganza o Maria Callas. El que més destaquen les fonts de l'època no és només la seva qualitat musical, sinó altres factors determinants, com ara la seva increïble bellesa: cara rodona, nas fi, boca petita i immensos ulls que reflectien una intel·ligència fora de l'habitual.
Les seves interpretacions emanen sensualitat i voluptuositat. La seva manera de cantar es pot definir com un rire dans la voix, un terme francès que defineix una manera d'emetre la veu que sembla que riguis. La seva veu tenia un timbre caprí molt particular; en aquella època abundaven i agradaven aquesta mena de veus, però el de Conxita superava qualsevol altre. Tot i que sempre va cantar de mezzo, ella era soprano dramàtica. A més dels personatges rossinians, també se sentia còmoda amb el temperament de Carmen. La seva particular visió del personatge li va dur maldecaps amb alguns directors que no compartien les seves idees interpretatives. Posseïa un talent excepcional, un fraseig natural, una dicció perfecta i una gran musicalitat. A escena demostrava tenir temperament, sentit de l'humor i elegància. Prova de la importància que Supervia ha tingut en la música catalana és que el 2009 s'han remasteritzat i reeditat quatre ce-dés amb les seves interpretacions.

### Mort
Més tard, durant la seva carrera, l'embaràs la va obligar a cancel·lar les seves aparicions previstes per a la tardor de 1935. El 29 de març de 1936 va ingressar en una clínica de Londres per a esperar el naixement del seu nadó, nascuda morta el 30 de març; ella morí poques hores després. Fou enterrada amb la filla, en una tomba dissenyada per Edwin Lutyens, al cementiri jueu liberal de Willesden, al nord-oest de Londres. La tomba, que havia quedat malmesa, fou restaurada per un grup d'admiradors i reconsagrada l'octubre del 2006.